# Douglas A. Anderson
Douglas Allen Anderson (Valparaiso, 30 dicembre 1959) è uno scrittore e editore statunitense, specializzato nei temi letterari fantastici della letteratura medioevale e nell'analisi delle opere di J. R. R. Tolkien.
La sua prima pubblicazione è stata Lo hobbit annotato (1988), che è stato il risultato di uno studio delle revisioni apportate da Tolkien alle varie edizioni de Lo Hobbit a seguito della pubblicazione de Il Signore degli Anelli. Questo volume ha vinto il Mythopoeic Award e successivamente nel 2002 è stata pubblicata una edizione revisionata dello stesso volume.
Gli studi sul testo de Il Signore degli Anelli di Anderson sono stati il nucleo dell'edizione rivista statunitense della Houghton Mifflin del 1987, che incorporano varie modifiche apportate all'edizione britannica sotto la supervisione dello stesso Tolkien. Ha inoltre contribuito a "Note sul Testo" discutendo le motivazioni dei cambiamenti, il quale è stato successivamente incorporato in edizioni successive con altre minori revisioni.
Anderson ha anche curato delle riedizioni moderne di opere di altri scrittori fantastici, tra cui Kenneth Morris e William Hope Hodgson.

## Opere
Le opere scritte o edite da Anderson includono:
- The Annotated Hobbit, introduction and notes, Boston, Houghton Mifflin Company, 1988, ISBN 0-395-47690-9.
  -  The Annotated Hobbit, revised and expanded edition annotated, Boston, Houghton Mifflin Company, 2002, ISBN 0-618-13470-0.
- The Lady of Frozen Death and Other Weird Tales by Leonard Cline, 1992
- The Chalchiuhite Dragon by Kenneth Morris, 1992
- J.R.R. Tolkien: A Descriptive Bibliography (Winchester Bibliographies of 20th Century Writers) (with Wayne G. Hammond), 1993
- The Dragon Path: Collected Tales of Kenneth Morris, 1995
- The Marvellous Land of Snergs by E. A. Wyke-Smith, 1995
- The Life of Sir Aglovale de Galis, 2000
- Eyes of the God: The Weird Fiction and Poetry of R. H. Barlow, 2002
- Tales Before Tolkien: The Roots of Modern Fantasy, 2003
- Book of The Three Dragons by Kenneth Morris, 2004
- Tolkien Studies: An Annual Scholarly Review, Volume 1, 2004 (coeditore), West Virginia University Press, ISBN 0-9370-5887-4
- H.P. Lovecraft's Favorite Weird Tales: The Roots of Modern Horror, 2005
- Adrift on The Haunted Seas: The Best Short Stories of William Hope Hodgson, 2005
- Tolkien Studies: An Annual Scholarly Review, Volume 2, 2005 (coeditore), West Virginia University Press, ISBN 1-9332-0203-3
- Seekers of Dreams: Masterpieces of Fantasy, 2005
- The 100 Best Writers of Fantasy & Horror,  2006
- Tolkien Studies: An Annual Scholarly Review, Volume 3, 2006 (coeditore), West Virginia University Press, ISBN 1-9332-0210-6
- Tolkien Studies: An Annual Scholarly Review, Volume 4, 2007 (coautore), West Virginia University Press, ISBN 1933202262
- J.R.R. Tolkien: Interviews, Reminiscences, and Other Essays (forthcoming), 2007